# Al-Risala (libro)
al-Risāla (in arabo ﺍﻟﺮﺳﺎﻟـة‎?) è la più nota opera di al-Shāfiʿī, particolarmente importante per le questioni riguardanti la giurisprudenza islamica. In quest'opera, l'Imām al-Shāfiʿī sottolinea quattro differenti fonti del diritto islamico (uṣūl al-fiqh) e la loro importanza nel determinare ciò che Allah vuole che gli uomini facciano. 
Secondo la al-Risāla, la prima fonte del diritto è il Corano, che va consultato direttamente. Quindi, per specifiche questioni che non siano trattate dal Corano, ci si deve riferire alla Sunna, o ai comportamenti, ispirati da Dio, del Profeta Maometto. Se la questione non può essere risolta dopo aver consultato il Corano e la Sunna, la terza fonte suggerita dalla Risāla è l'ijmāʿ o "consenso dei dotti". Come ultima risorsa, se non si riesce a raggiungere un consenso per dirimere una controversia legale, è possibile ricorrere al qiyās - ragionamento analogico, condotto a partire dalle tre fonti precedenti.

## Fonti legislative nellaRisāla
La prima fonte legislativa copre tutte le materie rese chiaramente nel Corano. Ad esempio, la Risāla suggerisce che secondo il Corano l'uomo debba "pregare, fare la carità, fare il pellegrinaggio alla Mecca e osservare il digiuno". D'altra parte gli è vietato l'"adulterio, bere vino, mangiare carne e sangue di animali morti e la carne di maiale".
La Sunna tratta degli argomenti trattati dal Corano, ma essa si basa non sulle parole di Dio, bensì sulle parole e sui comportamenti di Maometto. Estendendo gli esempi citati per la prima fonte, la Risāla descrive "il numero di preghiere [quotidiane] e l'[ammontare] dell'elemosina canonica e i loro tempi [di adempimento]": le cui modalità possono essere chiarite dalla stessa Sunna.
Per quegli argomenti che non possono essere chiariti dalla lettura delle fonti citate, l'ʿālim (dotto musulmano) è la risorsa da utilizzare per giungere ad un consenso.  
Se tutto ciò non è sufficiente, l'ultima risorsa è lijtihād (lett. "sforzo interpretativo") per giungere alla verità. Questo ragionamento personale comporta l'uso dell'analogia (qiyās) per comparare un problema specifico a qualcosa che è già stato affrontato da una delle altre tre fonti della legge sacra.